# Caspar David Friedrich dans son atelier

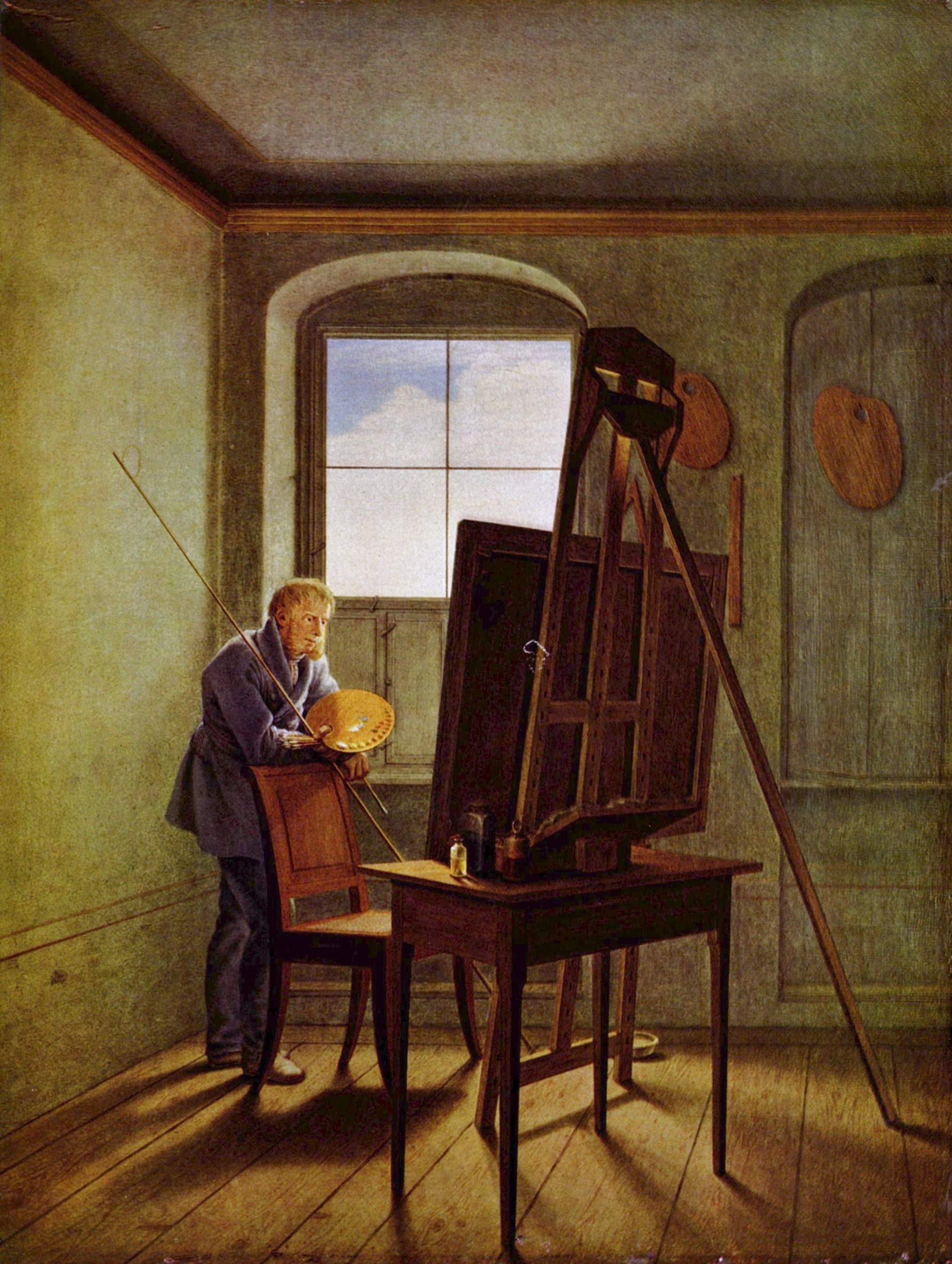
Caspar David Friedrich dans son atelier, 1819, Berlin Alte Nationalgalerie.

Caspar David Friedrich dans son atelier est le titre de deux tableaux du peintre romantique allemand Georg Friedrich Kersting peints en 1811 et en 1819, qui représentent le peintre Caspar David Friedrich au travail.

## Tableau de 1819
Le tableau de 1819, le plus connu, est une huile sur toile de 51 × 40 cm représentant le peintre s'appuyant sur le dos d'une chaise, se concentrant sur la toile posée sur le chevalet devant lui. Le spectateur ne peut voir ce que l'artiste peint, seul le dos de la toile étant visible. Friedrich, apparemment perdu dans ses pensées, tient dans la main droite un pinceau, et dans la gauche un appuie-main, une palette et plusieurs autres pinceaux.
L'atelier est ascétique. Seuls deux autres palettes, un équerre et une règle en T sont accrochés au mur.
Caspar David Friedrich semble s'être isolé, afin de poursuivre son travail tranquillement. Ce n'est pas ce que Friedrich peint qui est important, mais bien la méditation respectueuse avec laquelle il peint. Kersting représente le studio comme un lieu de concentration pure. Dans cette version, le peintre est éloigné du monde extérieur, un pied de chaise est interposé entre ses pieds et le spectateur, et la porte vers la gauche de la composition n'est plus visible. Le plus important, cependant, est la position du chevalet, qui cache la peinture à la vue du spectateur. Tout ce qui peut distraire Caspar David Friedrich a été retiré de l'atelier, laissant le peintre dans le souvenir des paysages qu'il s'efforce de peindre de mémoire.
Ce tableau est exposé à la Alte Nationalgalerie à Berlin. Une copie, exécutée également en 1819, se trouve à Mannheim.

## Tableau de 1811

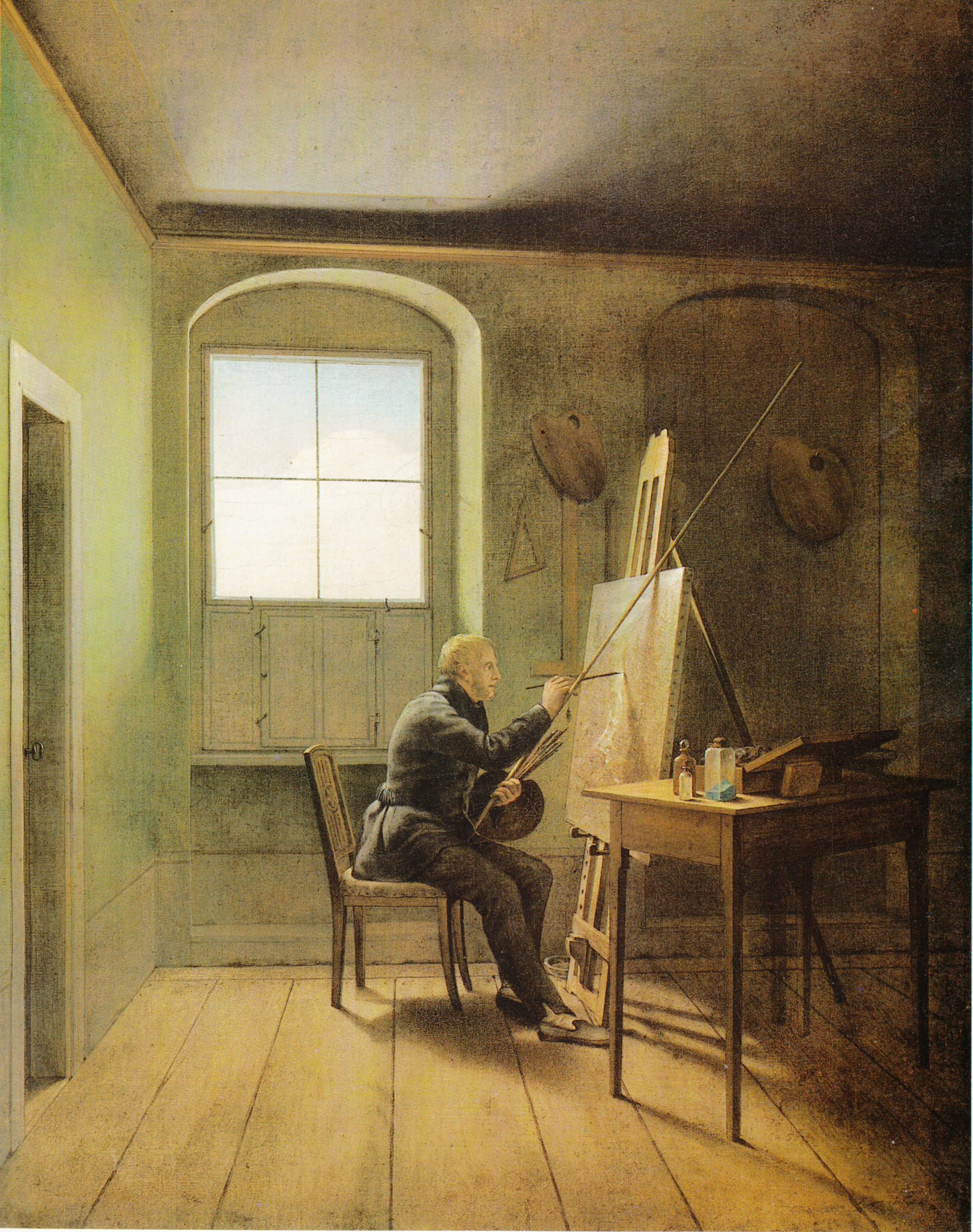
Caspar David Friedrich dans son atelier, 1811, Hambourg, Kunsthalle

Dans cette première version, Friedrich peint assis devant son chevalet, son bras appuyé sur l'appuie-main. Le spectateur voit ce que le peintre peint, un paysage de montagne avec une cascade.
Ce tableau est exposé à la Kunsthalle de Hambourg.